# Mattias Nylund
Mattias Nylund (ur. 23 września 1980 w Sundsvall) – szwedzki piłkarz występujący na pozycji obrońcy.

## Kariera klubowa
Nylund seniorską rozpoczął w 1998 roku w drugoligowym klubie GIF Sundsvall. W 1999 roku awansował z nim do Allsvenskan. W tym samym roku został wypożyczony do austriackiego SV Ried. W jego barwach zagrał 2 razy. Na początku 2000 roku wrócił do Sundsvall. W Allsvenskan zadebiutował 21 maja 2000 roku w wygranym 3:2 pojedynku z Västra Frölunda IF. W sezonie 2002 grał na wypożyczeniu w trzecioligowym IFK Timrå, a w sezonie w innym pierwszoligowcu, AIK Fotboll. Potem wrócił do Sundsvall, gdzie grał do końca sezonu 2005.
W 2006 roku Nylund podpisał kontrakt z norweskim Aalesunds FK z Adeccoligaen. W tym samym roku awansował z nim do Tippeligaen. Pierwszy mecz w tych rozgrywkach zaliczył 15 kwietnia 2007 roku przeciwko Sandefjordowi (0:3). W Aalesunds spędził 2 sezony.
W 2008 roku Nylund wrócił do Szwecji, gdzie został graczem pierwszoligowego Trelleborga. Przez 2 sezony zagrał tam w 18 meczach. W 2010 roku wrócił do GIF Sundsvall, grającego w Superettan (II liga). W tym samym roku zakończył karierę.

## Kariera reprezentacyjna
W reprezentacji Szwecji Nylund rozegrał 1 spotkanie. Był to zremisowany 0:0 towarzyski meczu z Meksykiem, rozegrany 26 stycznia 2005 roku.